# Noto vasútállomás
Noto vasútállomás egy vasútállomás Olaszországban, Szicília régióban, Siracusa megyében, Noto településen. Forgalma alapján az olasz vasútállomás-kategóriák közül az ezüst kategóriába tartozik.

## Vasútvonalak
Az állomást az alábbi vasútvonalak érintik:
- Caltanissetta Xirbi-Gela-Siracusa-vasútvonal
- Noto–Pachino-vasútvonal